# Pasquale Creazzo
(Lu zappaturi, 1945-'46)
Pasquale Creazzo (Cinquefrondi, 8 marzo 1875 – 7 settembre 1963) è stato un poeta italiano.

## Biografia
Rimasto orfano in giovane età, fu costretto ad abbandonare gli studi costruendosi una formazione da autodidatta, coltivando in particolar modo lo studio dei classici greci e latini e delle dottrine politiche.
Intraprese vari mestieri rivelando una  buona capacità inventiva ma scarso senso degli affari: diresse un teatro dove si proiettavano i primi film, una fabbrica di acque gassate, una segheria per la produzione delle pipe , un negozio di oreficeria.
Nel 1906 tentò la fortuna emigrando negli Stati Uniti, dove divenne noto come agitatore sindacale. All'esperienza dell'emigrazione dedicò nel 1929 la poesia epistolare La lettera al marito 
Rientrato in Italia cinque anni più tardi, portò avanti il suo impegno politico con l'organizzazione di scioperi e di campagne contro i conflitti. In occasione della guerra coloniale del 1911, scrisse la poesia La zappa e la sciabula ("La zappa e la sciabola").
Collaborò con vari giornali e riviste (l'Avanti!, il Corriere della Calabria, Calabria Avanti, Calabria Letteraria), rivelando le proprie convinzioni anarco-socialiste. Per essere stato anarchico rivoluzionario e alfiere del socialismo (per un periodo anche comunista), fu sorvegliato e perseguitato prima e durante il fascismo provando fin dagli anni giovanili il carcere politico. Il dialetto gli servì come strumento di conoscenza della vita contadina, per organizzare nella Piana la lotta contro l'oppressione di classe che aveva ridotto allo stremo della miseria e all'emigrazione il popolo italiano. Esempio di ciò è la poesia Lu zappaturi, canto amaro e disperato sulle tristi condizioni dei lavoratori della terra e di denuncia contro li gnuri. Per il suo stile si è parlato di "espressionismo linguistico" usato come arma "contro le ipocrisie della politica e della religione" 
Nel 2016, gli eredi di Pasquale Creazzo hanno donato il fondo librario del poeta al  Comune di Cinquefrondi. Esso costituisce parte integrante della "Casa della Cultura", insieme alla mediateca "Pasquale Creazzo".

## Opere
- Giovanni Conia, Poesie complete, Reggio Calabria, 1929
- Poesia in vernacolo su la Divina Commedia, De Marco, 1929
- La zappa e la sciabola con aggiunta la Guerra, Monferoce, Cinquefrondi, 1933
- Il terremoto del 1908 - Episodio di Cinquefrondi, Cinquefrondi, 1934
- Poesie dialettali - 1906/1936, Oppido Mamertina, 1979
- Antologia dialettale (a cura di) Antonio Piromalli e Domenico Scafoglio, Pellegrini, Cosenza, 1981
- Cronistoria di Cinquefrondi (a cura di Antonio Piromalli), 1989